# غادة طلعت
غادة طلعت مواليد (3 نوفمبر 1988)؛ ممثلة مصرية، درست إعلام «صحافة»، وبدأت التمثيل في مسلسل المغني أمام محمد منير في أولى تجاربها، وبعدها توالت الأعمال والأدوار المتنوعة، ونالت إشادة من خلال تقديمها دور مريضة السرطان في مسلسل «حلاوة الدنيا»، وبعدها مسلسل رحيم.

## عنها
بدأت تجربتها التمثيلية الأولى في مسلسل «المغني»، مع الفنان محمد منير، في دور بيري الاستايلست الخاصة بمنير والتي تسعى لتغير مظهر منير وطريقة لبسه ليعود للساحة العنائية بعد غياب فيدخل معها في جدل مستمر وينقنعها أن النجاح والوصول للعالمية لايقتصر على المظهر وتقليد الأجانب.
مشاركتها الدرامية الأولى في مسلسل حلاوة الدنيا، حيث تجسد دور «إيمان» وهي الفتاة التي تعانى من «السرطان» وتتعالج في أحد المراكز الطيبية. كما شاركت في مسلسل عائلة الحاج نعمان، في دور المذيعة الشهيرة سهام التي تتمتع بنفوذ وشهرة كبيرة، تدخل في صراع مع الفنانة يسرا اللوزي التي تعمل مراسلة في برنامج سهام لاعتبارها أن ما تعرضه سهام في برنامجها خرافات ودجل وتتطور الأحداث بينهما في الجزء الثاني من المسلسل. وشاركت في مسلسل رحيم، في دور دكتورة سمر وهي صديقة داليا «نور» ضمن الأحداث وهي طبيبة نفسية تساعد نور في حل مشاكلها وتتورط في تسريب أسرارها وخيانة صديقتها ضمن الأحداث. وشاركت في مسلسل بركة، في دور زهيرة بنت عوض وهي فتاة صعيدية تقع في حب «بركة» الذي لا يبادلها نفس الشعور وتطارده طوال الوقت في إطار كوميدي. أما عن مشاركتها في مسلسل قيد عائلي، فكانت تجسد شخصية رضوى مع الفنانة ميرهان حسين. كما شاركت في مسلسل الفتوة (مسلسل)، حيث قدمت دور الست ثريا وهي سيدة قوية في حارة كسر العربجية، تقرر الإيقاع بكبير العربجية «فضل» والذي يقوم بدوره محمود حافظ، وبالرغم من علمها أنه زوج شقيقة الفتوة «حسن الجبالي» (ياسر جلال)، تقنعه أن يعمل لديها كسائق خصوصي، وتغويه ليصل لمنزلها وتتطور الأحداث لتصل لمحاولته قتلها بعد أن توقع بينه وبين زوجته. كما تستعد للمشاركة في الفيلم السينمائي «العبايا السمرا».

## المسلسلات
| المسلسل                        | الشخصية         | أخراج             | العام |
| ------------------------------ | --------------- | ----------------- | ----- |
| المغني                         | بيري الاستايلست | شريف صبري         | 2016  |
| حلاوة الدنيا (مسلسل)           | أيمان           | حسين المنباوي     | 2017  |
| عائلة الحاج نعمان (مسلسل) (ج2) | الذيعة سهام     | أحمد شفيق (مخرج)  | 2018  |
| رحيم (مسلسل)                   | الدكتورة سمر    | محمد سلامة (مخرج) | 2018  |
| بركة                           | زهيرة           | محمود كريم [1]    | 2019  |
| قيد عائلي                      | رضوي            | تامر حمزة         | 2019  |
| الفتوة (مسلسل)                 | الست ثريا       | حسين المنباوي     | 2020  |

## المسرحيات
| المسرحية | أخراج     | العام |
| المحاكمة | خالد جلال | 2019  |